# Municipio de Jewett
El municipio de Jewett (en inglés: Jewett Township) es un municipio ubicado en el condado de Jackson en el estado estadounidense de Dakota del Sur. En el año 2010 tenía una población de 14 habitantes y una densidad poblacional de 0,15 personas por km².

## Geografía
El municipio de Jewett se encuentra ubicado en las coordenadas 43°57′6″N 101°28′55″O / 43.95167, -101.48194. Según la Oficina del Censo de los Estados Unidos, el municipio tiene una superficie total de 92.65 km², de la cual 92,21 km² corresponden a tierra firme y (0,48 %) 0,44 km² es agua.

## Demografía
Según el censo de 2010, había 14 personas residiendo en el municipio de Jewett. La densidad de población era de 0,15 hab./km². De los 14 habitantes, el municipio de Jewett estaba compuesto por el 100 % blancos. Del total de la población el 0 % eran hispanos o latinos de cualquier raza.